# Panganiban
Panganiban is een gemeente in de Filipijnse provincie Catanduanes op het gelijknamige eiland. Bij de laatste census in 2007 had de gemeente ruim negenduizend inwoners.

## Geografie

### Bestuurlijke indeling
Panganiban is onderverdeeld in de volgende 29 barangays:
| - Alinawan - Babaguan - Bagong Bayan - Burabod - Cabuyoan - Cagdarao - Mabini - Maculiw - Panay - Salvacion - San Antonio - San Joaquin | - San Jose - San Juan - San Miguel - San Nicolas - San Pedro - San Vicente - Santa Ana - Santa Maria - Santo Santiago - Taopon - Tibo |

## Demografie
Panganiban had bij de census van 2007 een inwoneraantal van 9.290 mensen. Dit zijn 413 mensen (4,7%) meer dan bij de vorige census van 2000. De gemiddelde jaarlijkse groei komt daarmee uit op 0,63%, hetgeen lager is dan het landelijk jaarlijks gemiddelde over deze periode (2,04%). Vergeleken met de census van 1995 is het aantal mensen met 810 (9,6%) toegenomen.

De bevolkingsdichtheid van Panganiban was ten tijde van de laatste census, met 9.290 inwoners op 79,96 km², 116,2 mensen per km².